# Zombie Studios
Zombie Studios Inc. – amerykański niezależny producent gier komputerowych na konsole, PC i telefony komórkowe. Studio zostało założone w 1994 roku, założycielami byli Joanna Alexander i Mark Long. Studio zaprojektowało i wyprodukowało ponad 30 autorskich gier na praktycznie wszystkie dostępne platformy – od SEGA 32X do komputerów PC opartych na 64-bitowej infrastrukturze. Studio występowało też pod nazwą Direct Action Games, funkcjonującą od 2005 roku.
Firma produkuje gry komputerowe takie jak: first-person shootery, RTS-y, puzzle, zręcznościowe, przygodowe oraz symulacje. Produkcje powstają na różne platformy, w tym na Xbox 360, PlayStation 3, PSP, PlayStation 2, Xbox, PC i telefony komórkowe.
Studio współpracuje z wieloma firmami, takimi jak Bethesda Softworks, Konami, Ubisoft, Activision, Atari, Microsoft, Disney, Real Networks, Novalogic, Take-Two Interactive, Zango, Groove Games, Encore Software, Panasonic, Wild Tangent, Sony, BAM, Brash Entertainment, Mobliss i Ignition Entertainment.

## Gry wyprodukowane przez studio

### Jako Zombie Studios
- Ice & Fire (1995)
- Locus (1995)
- Zork Nemesis (1996)
- ZPC (1996)
- Spearhead (1998)
- Spec Ops: Rangers Lead the Way (1998)
- Spec Ops: Ranger Team Bravo (1998)
- Body Glove's Bluewater Hunter (1999)
- Spec Ops II: Green Berets (1999)
- Tom Clancy’s Rainbow Six: Covert Operations Essentials (2000) (dodatek do gry)
- Alcatraz: Prison Escape (2001)
- Atlantis The Lost Empire: Search for the Journal (2001)
- Atlantis The Lost Empire: Trial by Fire (2001)
- Delta Force: Task Force Dagger (2002)
- Super Bubble Pop (2002)
- Shadow Ops: Red Mercury (2004)
- Saw (2009)
- Blacklight: Tango Down (2010)
- Saw II: Flesh & Blood (2010)
- Shrapnel (plan. )

### Jako Direct Action Games
- Combat: Task Force 121
- World War II Combat: Road to Berlin
- World War II Combat: Iwo Jima
- CQC - Close Quarters Conflict

## Współpraca z Armią Stanów Zjednoczonych
Studio otrzymało zlecenie od armii Stanów Zjednoczonych na produkcję serii gier treningowych. Część gier to samodzielne produkcje studia, część powstała przy współpracy z innymi producentami. Są to gry takie jak:
- America's Army: Special Forces (2003)
- Future Force Company Commander (2006)
- Virtual Army Experience
- AH-64D Apache Simulator
- Future Soldier Trainer
- Convoy Trainer
- JROTC First Aid Trainer